# ドイツポスト

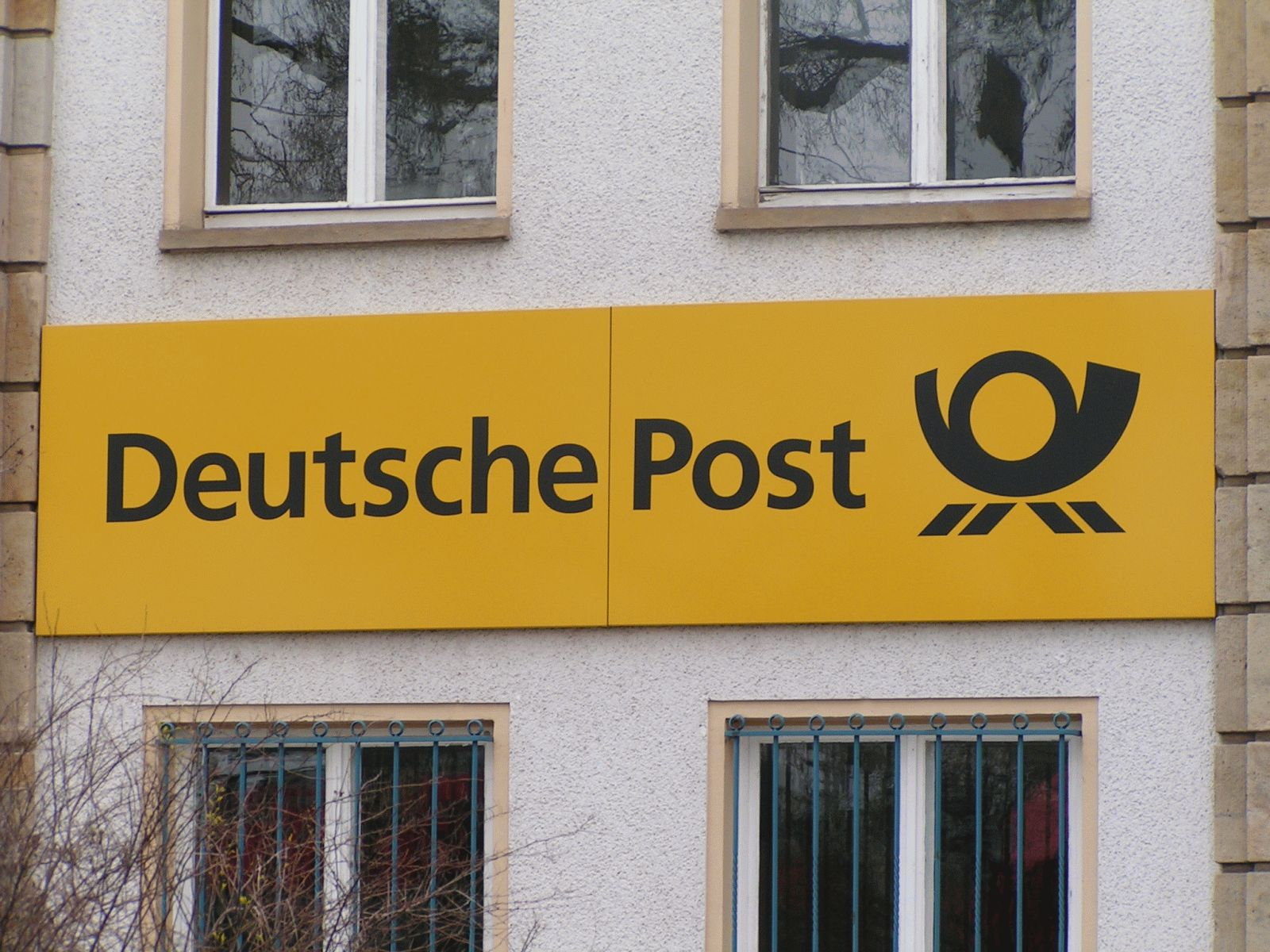
ドイツポストの郵便局

ドイツポスト (Deutsche Post AG) は、ドイツのボンに本拠を置く企業。
中世から続く帝国郵便を起源とし、約220か国の郵便・物流を担っている多国籍企業である。フランクフルト証券取引所に上場している。また、ドイツ株価指数 (DAX) の採用銘柄でもある。ダルムシュタットに電子署名を管理する施設を有する。
日本では「ドイチェポスト」と表記されることもあり、ドイツ語での発音もこれに近い。

## 概要
ドイツ再統一によりドイツ郵便を吸収したドイツ連邦郵便が1995年に分割民営化され、ドイツポスト・ドイツテレコム・ポストバンク (Postbank) の三社が誕生した。ドイツポストは2003年から段階的な民営化を経て、2009年からドイツポストDHL（Deutsche Post DHL, 略記：DPDHL）のグループブランド名を使用している。同年1月14日ドイツ銀行におよそ8％資本参加することを発表した。
マッキンゼー・アンド・カンパニー出身の役員を多数抱えており、2009年に会長に就任したヴルフ・フォン・シンメルマン (Wulf von Schimmelmann)、2008年に脱税容疑でCEOを辞任したクラウス・ツムヴィンケル、2014年から人事を担当しているメラニー・クライス (Melanie Kreis) もマッキンゼー出身である。2016年現在、ドイツ復興金融公庫が20.5％を、機関投資家が65.6％を支配している。2017年マッキンゼーのフランク・アペル (Frank Appel) がCEOとなった。ロイターによると、2017年現在で株主代表の役員10人（シンメルマン含む）と従業員代表の役員10人および経営者5人（クライス含む）がドイツポストを動かしている。従業員代表のトップはユニ・グローバル・ユニオンの有力者、アンドレア・コクシス ((Andrea Kocsis) である。
グループの売上中、郵便事業は約4分の1であり、子会社のDHLが行う物流事業が約4分の3を占めている。

## 歴史
帝国郵便は第二次世界大戦後に連合制郵政当局に取って代わられた。1948年、ドイツの東西分裂によりドイツ連邦郵便が西ドイツに、ドイツ郵便が東ドイツに設立された。1961年ベルリンの壁ができると双方間の郵送が一層制限・検閲された。戦後賠償をめぐる国際紛争は信書の秘密をいとも簡単に侵してしまうのであった。国土の分断は東西の両極において郵便制度の維持を難しくしていた。再統一の際、西側の郵便が東側を吸収したが、それまで西側の連邦郵便は公債を発行していたので、そのときからすでにアメリカ資本が注入されていた。
ドイツポストは1997年に民間文房具店のマックペイパー (McPaper) を買収。1999年に政府が復興金融公庫へ株式の半数マイナス1を譲渡。政府は同年ドイツポストがポストバンクを買収することを認可した。2002年には国際宅配便会社のDHLを100%子会社化。その後もアメリカ、オランダ、イタリアなどの複数の大手企業を次々に買収した。2003年より復興金融公庫が保有株を民間へ譲渡、2005年に政府の保有割合が2割となった。2008年に完全民営化してから初の赤字に転落した。
2014年、ドイツポストの国際郵便部門がマーキュリー・インターナショナルと合併した。2016年、UKメール (UK Mail) を買収した。